# Mistrzostwa Europy w Saneczkarstwie 1979
26. Mistrzostwa Europy w saneczkarstwie odbyły się w 1979 roku w Oberhofie (Niemiecka Republika Demokratyczna). Rozegrane zostały trzy konkurencje: jedynki kobiet, jedynki mężczyzn oraz dwójki mężczyzn. W tabeli medalowej bezkonkurencyjne było NRD.

## Wyniki

### Jedynki kobiet
| Medal | Zawodniczka      | Narodowość | Czas | Strata |
| ----- | ---------------- | ---------- | ---- | ------ |
|       | Melitta Sollmann | NRD        |      |        |
|       | Ilona Brand      | NRD        |      |        |
|       | Margit Schumann  | NRD        |      |        |

### Jedynki mężczyzn
| Medal | Zawodnik        | Narodowość | Czas | Strata |
| ----- | --------------- | ---------- | ---- | ------ |
|       | Hans Rinn       | NRD        |      |        |
|       | Dettlef Günther | NRD        |      |        |
|       | Bernhard Glass  | NRD        |      |        |

### Dwójki mężczyzn
| Medal | Zawodnicy                            | Narodowość | Czas | Strata |
| ----- | ------------------------------------ | ---------- | ---- | ------ |
|       | Bernd Oberhoffner/Jörg-Dieter Ludwig | NRD        |      |        |
|       | Hans Rinn/Norbert Hahn               | NRD        |      |        |
|       | Karl Brunner/Peter Gschnitzer        | Włochy     |      |        |

## Klasyfikacja medalowa
| Miejsce | Państwo |   |   |   | Razem |
| ------- | ------- | - | - | - | ----- |
| 1.      | NRD     | 3 | 3 | 2 | 8     |
| 2.      | Włochy  | 0 | 0 | 1 | 1     |